# (844) Леонтина
(844) Леонтина (лат. Leontina) — астероид внешней части главного пояса, который принадлежит к спектральному классу X и входит в состав семейства Веритас. Он был открыт 1 октября 1916 года немецким астрономом Йозефом Реденом в Венской обсерватории и назван в честь австрийского города Лиенца.
Фотометрические наблюдения позволили получить кривые блеска этого тела, из которых следовало, что период вращения астероида вокруг своей оси равняется 6,79 часа. Измерения яркости астероида, проведённых сначала с помощью японского спутника Akari, а затем американским телескопом WISE и в рамках программы NEOWISE, дали сильно разнящиеся результаты — 0,13, 0,20 и 0,31 соответственно. Из-за этого точного значения диаметра астероида также определить не удалось — он колеблется в пределах от 28 до 40 км. Результат, полученный Акари, считается более точным, а следовательно предполагает, что астероид представляет собой каменистое тело 36 км в диаметре, относящееся к углеродному классу C.